# Joseph von Hazzi

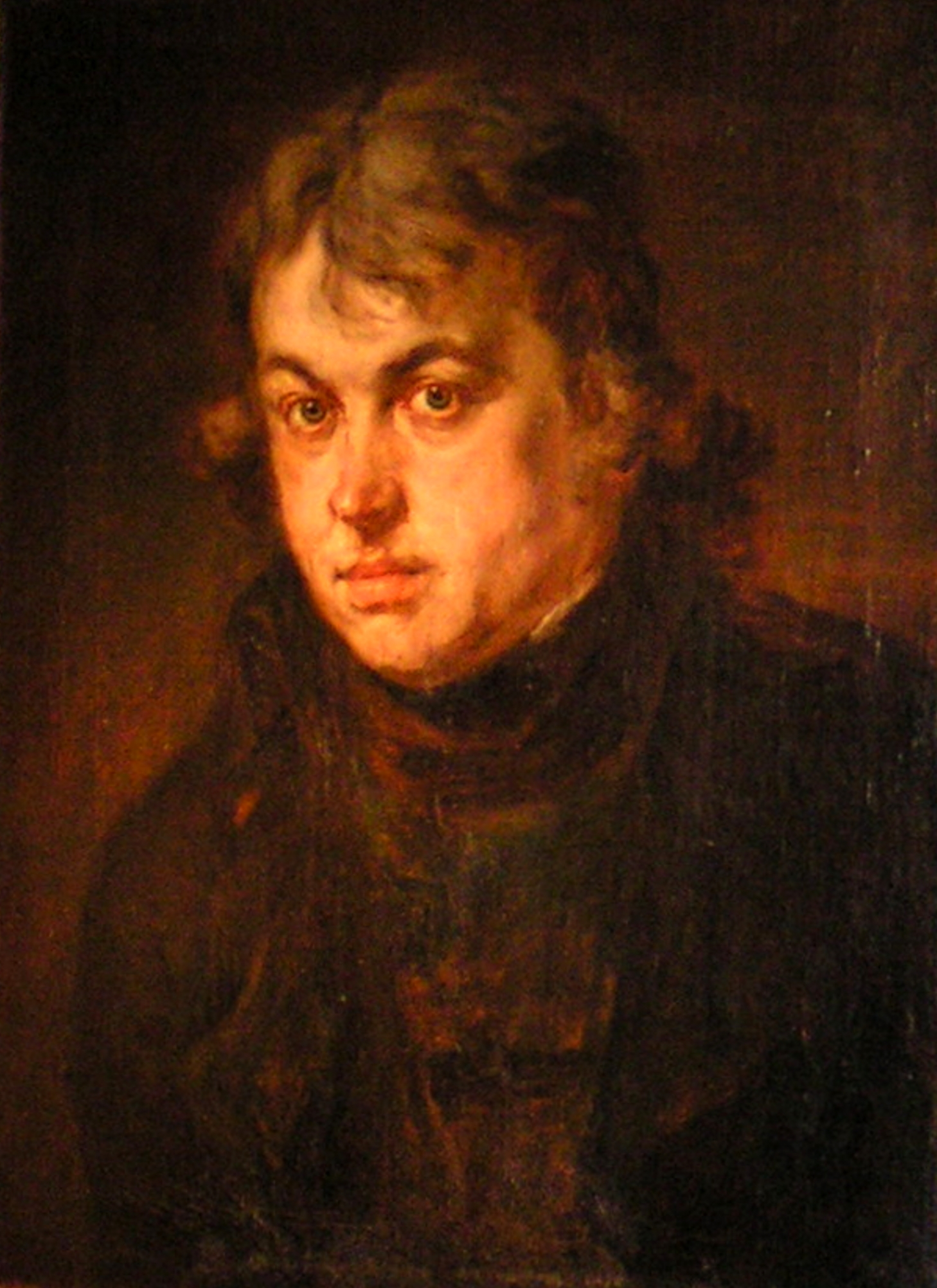
Joseph von Hazzi

Joseph Hazzi, ab 1816 Ritter von Hazzi, (* 12. Februar 1768 in Abensberg; † 20. Mai 1845 auf Burg Elkofen) war ein Verwaltungsjurist im Königreich Bayern. Er gehört zu den Gründern der bayerischen Geodäsie und des Monatsblatts für Bauwesen und Landesverschönerung in Bayern.

## Familie
Hazzis Eltern waren der Maurermeister Johann Adam Hazzi (1735–1790) und Magdalena geb. Krötz (1741–1807). In erster Ehe war Hazzi seit 1793 mit der Hofratstochter Maria Therese von Setzger († 1815) verheiratet. 1816 heiratete er seine zweite Frau Josepha Basselet da La Rosée (1784–1870), Tochter des Geheimen Rates Johann Caspar Alois Graf Bassalet de La Rosée.

## Leben
Hazzi besuchte zunächst in Abensberg die Schule, bevor sein Vater ihn als Internatszögling der Domus Gregoriana an das heutige Wilhelmsgymnasium München schickte, das er dann 1784 abschloss. Das zweijährige Grundstudium in Philosophie absolvierte er vermutlich am Lyzeum München. Von 1786 bis 1789 studierte er Rechtswissenschaft an der Universität Ingolstadt. Während seiner Studien wurde Hazzi mit der Lehre der Physiokraten vertraut, die fortan sein Denken und Handeln maßgeblich beeinflusste.

### Beamter in Bayern
Seine erste Anstellung war am Landgericht Abensberg, danach kehrte er an die Hohe Schule Ingolstadt zurück, um sich als Licentiat der Rechte zu habilitieren. 1793 Berufung als Fiskalrath in die bayerische Haupt- und Residenzstadt München. Unter der Protektion des Geheimrats Freiherr von Stengel Wechsel ins Departement des Forstwesens, wo er durch Bildung eines „Commissoriums“ an Ort und Stelle Streitigkeiten schlichtete und große Einblicke in die Forstwirtschaft erhielt. Er nutzte seine Dienstreisen, um Beobachtungen gewissenhaft aufzuzeichnen. Diese Notizen waren teilweise statistischer Natur, beinhalten Schilderungen von Land und Leuten, ihren Lebensbedingungen und Sitten, aber auch ihrer Ernährung und ihrer Trachten. Sie erschienen in Fortsetzungen von 1801 bis 1805 und sind mit Aquarellen des Hofmalers Ludwig Neureuther detailreich ausgeschmückt. Sie beinhalten die ersten Statistiken, die in den einzelnen Märkten und Städten erhoben wurden. 1799 avancierte er unter dem damaligen Kurfürsten Max Joseph zum Staatsrat und General-Landes-Direktionsrat in München, eine Position, die er wegen des Einmarsches der französischen Truppen unter General Moreau nicht antreten konnte. Stattdessen wurde er dem französischen Oberkommando als Marschcommisär zugeteilt. Durch seine Landeskenntnis und die Notwendigkeit zur Erstellung genauer Landkarten gründete er für Bayern ein „topographisches Bureau“. Hier wurde der Grundstein für das spätere Generalstabs-Kartenwerk Bayerns und die moderne Landesvermessung geschaffen. Von Reisen durch ganz Europa angeregt, strebte er nach Reformen. Seine Beobachtungen auf Dienstreisen zeichnete er gewissenhaft auf.
Von 1802 bis 1807 besaß Hazzi den Adelssitz Ansitz Pilgramsheim nahe Giesing. Im Rechtsverständnis, dass der zwischenzeitlich verstorbene Kurfürst Karl Theodor nicht das Recht hatte, das Ansitz-Prädikat zu verleihen und als Landesherr seine Befugnisse überschritten habe, verzichtete von Hazzi auf die weitere Anerkennung von Pilgramsheim als Adelssitz. Bis 1804 dauerten Untersuchungen dazu an und endeten mit dem Beschluss die Rechte als Ansitz einzuziehen und den Besitz wieder der Hofmark Falkenau zu unterstellen. Im März 1807 erwarb der Geheime Justizreferendar von Effner den ehemaligen Ansitz.

### Koalitionskriege
Im Dritten Koalitionskrieg wurde Hazzi 1805 ins französische Hauptquartier beordert, wo er Napoleon Bonaparte kennenlernte. Der ließ ihn seinem Schwager General Joachim Murat zuteilen. Nach dem Sieg leitete Hazzi die Polizeiverwaltung aller von der französischen Armee eroberten Gebiete. 1806/07 nahm er am Vierten Koalitionskrieg teil. Nach der Schlacht bei Preußisch Eylau kehrte er nach Berlin zurück. Nach dem Frieden von Tilsit als Staatsrat nach Düsseldorf versetzt, arbeitete er an der Einführung des Code Napoléon mit. Erst durch das Decret von Grand Trianon vom 26. August 1811 konnte er nach Bayern zurückkehren. Erst 1813 wurde er als Rath bei der Königlich Bairischen Central-Staatsschulden-Liquidations-Commission für den schwäbischen Kreis wieder im Staatsdienst verwendet und 1816 nobilitiert. Der Vater seiner zweiten Frau war der bayerische Landesappellationsgerichtspräsident Aloys Basselet von La Rosée, von dem er 1827 Schloss und Gut Elkofen bei Grafing kaufte, das er binnen weniger Jahre u. a. durch die Einführung der Fünf-Felder-Wirtschaft, Stallfütterung, zweckmäßige Düngungen und Gewinnung neuen fruchtbaren Bodens durch Rodungen und Trockenlegungen in einen mustergültigen Betrieb umwandelte. 1836 unternahm er eine Reise nach Frankreich und England.

### Landwirtschaft in Bayern
Sein umfangreiches Arbeitsgebiet lag unter anderem in der Förderung der bayerischen Landwirtschaft, Verbesserung der wirtschaftlichen Entwicklung und Infrastruktur, als auch der Sorge zur Verbesserung der Erwerbsquellen und Lebensumstände breiter Schichten. Bereits 1799 bemühte er sich vergeblich um den Bau eines Main-Donau-Kanals. Joseph von Hazzi war Gründungsmitglied und Deputierter der ab Januar 1821 herausgegebenen Monatsblätter für Bauwesen und Landesverschönerung, die in einer kostenlos verteilten Auflage von monatlich 4000 Exemplaren vom landwirtschaftlichen und vom polytechnischen Verein finanziert wurden. Die Gesellschaft für nützliche Verschönerung des bairischen Landes hatte den Hauptzweck, die „freundliche Gestaltung und Verbesserung der Städte, Märkte und Dörfer, mit ihren Markungen und Fluren, dann Vervollkommnung der einzelnen Bau- und Cultur-Anlagen, besonders durch Ordnung und Reinlichkeit, zu Erhöhung des häuslichen und öffentlichen Lebens anzuregen und zu fördern“. Seine Schrift Über den Dünger, zugleich aber auch über das Unwesen dabei in Deutschland, besonders in der Haupt- und Residenzstadt München und in ganz Bayern, die 1821 erstmals erschien und in rascher Folge neu aufgelegt wurde, sprach er sich nicht nur für eine grundlegende Erneuerung des Düngewesens aus, sondern veröffentlichte auch eine Beschreibung des damals in Paris erfundenen geruchlosen beweglichen Abtritts aus. Dies war eine Innovation im Sanitärbereich, die rasche Verbreitung fand und auch vom Architekten Leo von Klenze erstmal in München im neu erbauten Palais Leuchtenberg, danach in vielen bayerischen Haushalten eingeführt wurde. Auszüge von „Über den Dünger...“ erschienen u. a. in Frankreich und den Niederlanden. Alexander I. (Russland) ließ die Schrift und Hazzis Veredelung des landwirtschaftlichen Viehbestandes (1824) auf eigene Kosten übersetzen, drucken und in ganz Russland verteilen.
Als Vorstand des landwirtschaftlichen Vereins in Bayern verfasste Hazzi Denk- und Streitschriften. In seinem Werk über die Güterarrondierung (1818) prangert er das sogenannte Servitutwesen an. 1822 veröffentlichte er das Sendschreiben über den Entwurf eines Gesetzes für landwirtschaftliche Kultur.
Immer auf der Suche nach neuen Einnahmequellen, versuchte er die Seidenraupenzucht in Bayern einzuführen. Beim Generalkomité des bayerischen Landwirtschaftlichen Vereins veranlasste er 1822 die Einsetzung einer Deputation für den Seidenbau. 1826 veröffentlichte er das Lehrbuch des Seidenbaues für Deutschland und besonders für Baiern, oder vollständiger Unterricht über die Pflanzung und Pflege der Maulbeerbäume, dann Behandlung der Seidenwürmer, sohin über die Seidenzucht. Aus Sorge um die Kleinbauern verfasst er bereits 1804 den Katechismus der baierischen Landes-Kulturgesetze sammt Unterricht der Landwirtschaft für das Landvolk, auch zum Gebrauch für Richter und Rechtsanwälte, Volks- und Schullehrer. Im Vorwort heißt es: „Nur bebautes Land bringt Früchte, und zwar nach Verhältnis der angewandten Mühe.“ Diese populärwissenschaftliche Anleitung hatte eine starke Nachfrage, so dass sie 1828 bereits in dritter Auflage erschien. 1820 veröffentlicht er Ueber Behandlung, Futter und Mastung das Vieh der Landwirthschaft. Durch diesen Erfolg ermuntert schrieb er 1828 den Katechismus über Zucht, Behandlung und Veredelung der Rindviehgattungen. Hazzi setzte sich auch für eine Reform der mangelhaften Agrargesetzgebung ein. Zielgruppe war neben dem landwirtschaftlichen Publikum das Polizeiwesen. 1831 erschien seine Schrift Ueber Feldpolizei, als Grundveste der Landwirtschaft sammt einem Entwurfe zu einer umfassenden Feld- und Landwirthschafts-Polizeiordnung. 1835 verfasste er eine Festschrift mit dem Titel Darstellung des 25jährigen Wirkens des landwirtschaftlichen Vereins in Baiern und des Zentral-Landwirtschaftsfestes zu München. Alle Schriften Hazzis fanden auch außerhalb Bayerns Beachtung, Interesse und Anerkennung. Viele seiner Aufsätze wurden in Fachzeitschriften des In- und Auslandes veröffentlicht. Er arbeitete an der Encyklopädie von Ersch und Gruber mit, an der Jenaer Literaturzeitung und an Schnee´s Landwirtschaftlicher Zeitung.

### Ruhestand
1837 legte er 69-jährig seine Ämter und Würden im Bayerischen Landwirtschaftlichen Verein nieder. Auf seinem Landgut Burg Elkofen verlebte er die letzten acht Lebensjahre, indem er sich Liebhabereien und literarischen Arbeiten widmete. Kinderlos verstorben, wurde er auf dem Friedhof Oberelkofen beigesetzt. Eine Gedenktafel an der Ostseite der Kirche erinnert an ihn und seine zweite Frau.

## Ehrungen

### Korrespondierendes Mitglied
- Königliche Central-Ackerbaugesellschaft in Paris
- Leipziger Ökonomische Sozietät
- Centralstelle des Landwirtschaftlichen Vereins im Königreich Württemberg
- Verein zur Förderung des Gartenbaus im Herzogtum Braunschweig
- k. k. landwirtschaftliche Gesellschaft des Herzogtums Steiermark
- k. k. Landwirtschaftsgesellschaft in Wien

### Ehrenmitglied
- Landwirtschaftlicher Verein im Herzogtum Nassau
- Societät für Forst- und Jagdkunde im Herzogtum Sachsen-Meiningen, Dreißigacker
- Kunst- und Handwerkerverein im Herzogtum Sachsen-Gotha-Altenburg
- Landwirtschaftlicher Verein im Kurfürstentum Hessen
- Ackerbaugesellschaft in Philadelphia
- Königlich-Preußische Märkische Ökonomische Gesellschaft zu Potsdam
- Landwirtschaftlicher Verein im Großherzogtum Sachsen-Weimar-Eisenach
- Regensburgische Botanische Gesellschaft des Königreichs Bayern
- Gesellschaft zur Beförderung der gesamten Naturwissenschaften zu Marburg
- Schlesische Gesellschaft für vaterländische Kultur, Breslau
- Kaiserliche Freie Ökonomische Gesellschaft zu Sankt Petersburg
- Königliche Ackerbaugesellschaft in Turin
- Landwirtschaftlicher Verein des Großherzogtums Baden

### Sonstiges
- In Abensberg trägt die frühere Schafgasse, in der Hazzi geboren wurde, seit 1864 den Namen Von-Hazzi-Straße.

## Werke
- Die echten Ansichten der Waldungen und Förste. München 1804–1805.
  - [Band 1,1]: Gegenwärtig über ihre Purifikationen, sammt der Geschichte des Forstwesens im Allgemeinen, vorzüglich in Baiern. 1804 Digitalisat
  - [Band 1,2]: Gegenwärtig über das Zweckwidrige und Ungerechte des Forstregals oder der Forstpolizey mit Vorschlägen der nothwendigen Reformen. 1805 Digitalisat
  - Band 2: Gegenwärtig über das Gemeinschädliche der Beybehaltung der Staatsförste oder sogenannten Kammeralforstregie, mit dem Detail der baierischen Kammeralforststatistik, zur Beleuchtung der Kammeralforststatistik im Allgemeinen. 1805 Digitalisat
- Ueber das Rechtliche und Gemeinnützige bei Kultur und Abtheilung der Weiden und Gemein-Waldungen in Baiern. München 1802.
- Katechismus der baierischen Landes-Kulturgesetze 1ter und 2ter Theil. München 1804. Digitalisat, Digitalisat
- Ueber die Veredlung des landwirthschaftlichen Viehstandes.
- Betrachtungen über Theurung und Noth der Vergangenheit und Gegenwart, München 1818.
- Ueber Behandlung, Futter und Mastung des Viehs der Landwirthschaft, München 1820.
- Ueber den Dünger: zugleich aber auch über das Unwesen dabey in Deutschland, besonders in München und ganz Baiern, München 1825.
- Statistische Aufschlüsse über das Herzogthum Baiern 
Band I 1801Band II 1 1802Band II 2 1802Band III 1 1803Band III 2 1804Band III 3 1804Band IV 1 1805Band IV 2 1807Band IV 3 1808.